# Stößchen
Das Stößchen ist ein schlankes, nach oben hin breiter werdendes Bierglas und eine Dortmunder Spezialität. Ursprünglich hatte es keinen Füllstrich, das Fassungsvermögen war nicht festgeschrieben und lag zwischen 0,1 und 0,18 Litern.

## Geschichte
Die Dortmunder Innenstadt war durch die Eisenbahnlinie der Köln-Mindener Eisenbahn-Gesellschaft von der Dortmunder Nordstadt getrennt und zunächst gab es am Burgtor in Richtung Münsterstraße keine Unterführung. Personen, die die Eisenbahnlinie in Richtung Nordstadt queren wollten, mussten hier häufig vor geschlossenen Schranken warten. Aufgrund der stark frequentierten Eisenbahnlinie wurden die Schranken teilweise nur sehr kurz und unregelmäßig geöffnet. Ein Wirt einer anliegenden Kneipe erkannte das Potenzial und servierte fortan den wartenden Bürgern das Bier in einem schnell zu konsumierenden Stößchen.
Das Stößchen als kleine, schnell zu konsumierende Menge Bier wurde schnell beliebt und dann von vielen Dortmunder Kneipen angeboten. Heute wird es vor allem in den Kneipen rund um den Alten Markt als gängige Verkaufseinheit vorgehalten, auch wenn es häufig nicht auf der Karte steht.
Das Bier im Stößchen wird in einem Zug durchgezapft.

## Normierung
2004 wurde aufgrund einer Beschwerde eines Gastes in der Dortmunder Ratsschänke vom zuständigen Eichamt Hagen die Kennzeichnungspflicht der Füllmenge nach dem Eichgesetz beschlossen. Seitdem muss ein Stößchen in der Gastronomie geeicht sein, und die Angabe „0,1 Liter“ (in etwa der Mitte des Glases) tragen.

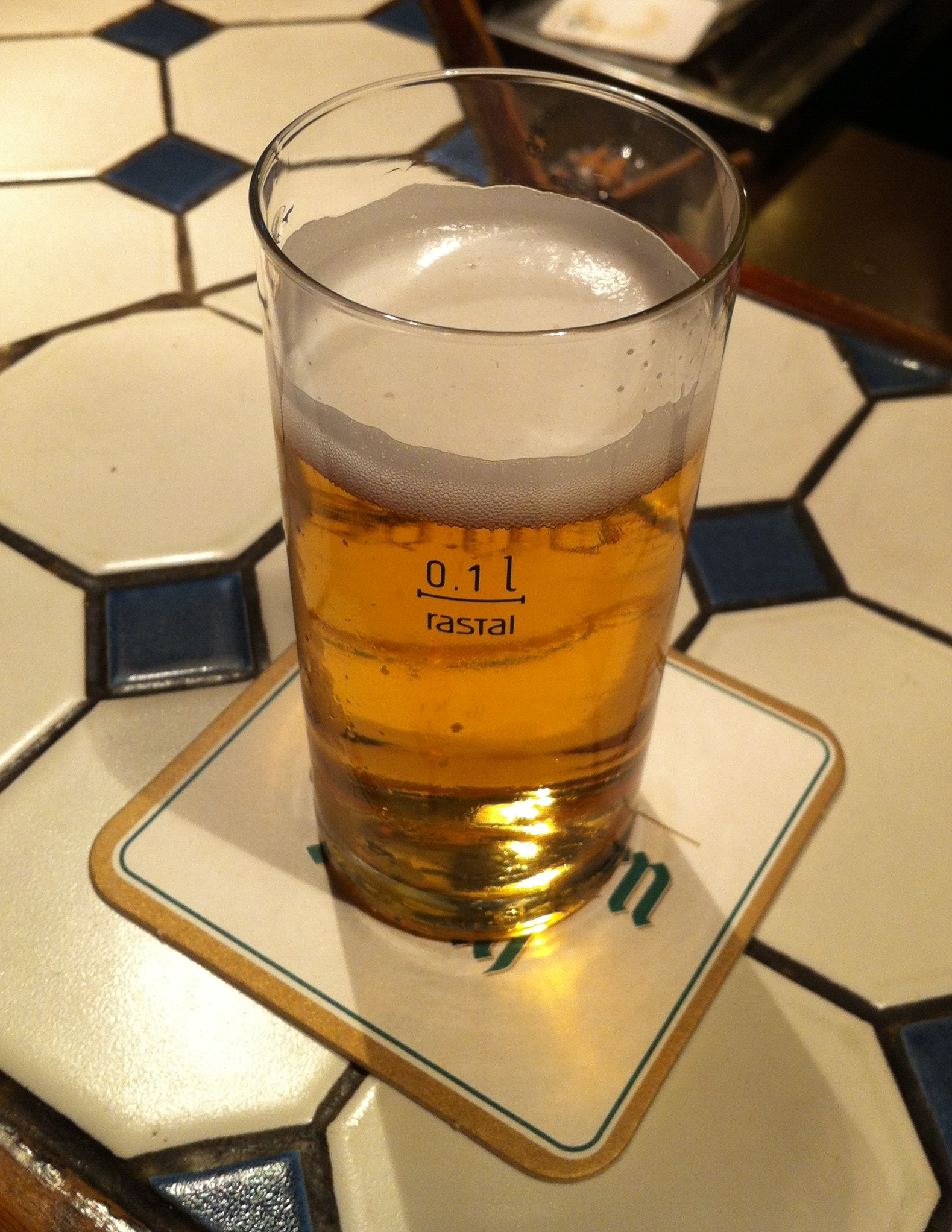
Stössje Kölsch

## Stößchen in Köln
Stößchen oder Kölsch Stössje sind auch in Köln und Umgebung bekannt. Es handelt sich hierbei um eine in der Höhe reduzierte Kölner Stange mit einem Fassungsvermögen von 0,1 l. Gerne wird es von Wirten oder vom Köbes benutzt, um ein vom Gast spendiertes Kölsch mitzutrinken, ohne die übliche Menge einer Kölner Stange (0,2 l) zu sich zu nehmen.

## Tönnchen in Hannover
Stößchen nennt sich in Hannover Tönnchen. Ursprünglich war ein Tönnchen 0,1 l. Heutzutage wird jedoch in der Regel 0,2 l ausgeschenkt. Zehn Tönnchen können häufig auch als Meter bestellt werden, wobei der Meter auch als Bestellmaß für elf Lüttje Lage verbreitet ist.